# Una lettera d'amore di Lord Byron
Una lettera d'amore di Lord Byron (Lord Byron's Love Letter) è un atto unico di Tennessee Williams scritto presumibilmente nel 1941.

## Trama
Nel quartiere francese impazza il Mardi Gras, ma nella casa che la zitella Ariadne divide con la nonna Irenée Margúerite de Poitevent tutto è buio e silenzioso. Le due donne ricevono la visita dei Tutwiler, a cui Irenée comincia a leggere alcune righe dal loro cimelio più prezioso: una lettera d'amore scritta da Lord Byron pochi mesi prima di morire. Dal diario della nonna, Ariadne legge alcuni passi scelti - e spesso censurati da Irenée - che ripercorrono l'incontro tra i due sulla cima dell'Acropoli, il loro breve amore, la morte del poeta e il successivo ritiro a vita privata della donna. Soltanto alla fine la vecchia mostra agli ospiti la lettera, ma l'interesse di Mrs Tutwiler per il cimelio è interrotto dal marito, che la trascina via per godersi la parada del Mardi Gras. Irenée, che si mantiene facendosi pagare per mostrare la lettera, si indigna perché i visitatori se ne sono andati frettolosamente senza lasciare del denaro e ordina bruscamente alla nipote di raccogliere la lettera del nonno da terra.

## Commento
Michael Paller descrive l'opera come una metafora del conflitto interiore di Williams tra il desiderio di mettersi in mostra e quello di rimanere celato, un conflitto che riguardava anche aspetti della sua poetica ma anche del suo orientamento sessuale. L'opera è infatti strettamente legata al periodo trascorso dall'autore a New Orleans durante la giovinezza, in un periodo di grande povertà durante il quale venne a termini con la sua omosessualità. Alycia Smith-Howard e Greta Heintzelman hanno notato la somiglianza delle due protagoniste con altre eroine di Williams, particolarmente nella loro condizione di estranee ed osservatrici esterne della vita frenetica che impazza fuori dalle loro finestre.
Nel dramma Irenée legge il sonetto "Enchantment", che attribuisce alla giovane ragazza che aveva ricevuto la lettera di Byron; la poesia è un versione rimaneggiata del sonetto "October Song" dello stesso Williams, pubblicato nel 1932. Una decina d'anni dopo la stesura della pièce, Williams ha portato nuovamente sulle scene la figura di Lord Byron nel dramma Camino Real.

## In Italia
La prima edizione italiana del testo fu pubblicato nel numero 85 de Il dramma il 15 maggio 1949, nella traduzione di Gigi Cane.
Nel 1976 una versione radiofonica del dramma è stato diretto a Ida Bassignano per RadioTre con la traduzione di Raul Soderini; il cast era composto da Piera degli Esposti, Mariangela Colonna, Sabina de Guida, Werner di Donato e Monica Grassellini.

## Adattamenti
Dalla pièce Raffaello de Banfield ha tratto l'opera Lord Byron's Love Letter, con libretto dello stesso Williams. L'opera ebbe la sua prima alla Tulane University di New Orleans il 19 gennaio 1955, con Patricia Neway e nel novembre dello stesso anno fu portata in scena alla Lyric Opera di Chicago. Nel 1958 Nicola Rescigno diresse un'incisione discografica con Astrid Varnay, Gertrude Ribla, Nicolette Carruba e Mario Carlin per RCA Records. Nel 1987 l'opera andò in scena al Teatro Giuseppe Verdi di Trieste.

## Edizioni
- Una lettera d'amore di Lord Byron, «Il Dramma» n. 85, 1949
- Una lettera d'amore di Lord Byron e altri drammi brevi, trad. Alessandro Tesauro, Ripostes, 2018. ISBN 978-8886819121